# NGC 4181
NGC 4181 is een elliptisch sterrenstelsel in het sterrenbeeld Grote Beer. Het hemelobject werd op 14 april 1789 ontdekt door de Duits-Britse astronoom William Herschel.

## Synoniemen
- MCG 9-20-111
- ZWG 269.41
- NPM1G +53.0123
- PGC 38938